# Vrabecz Botond
Vrabecz Botond, becenevén Botya (Budapest, 1997. június 16. –) magyar színész.

## Életpályája
Albertirsán nőtt fel. 2008-2016 között a ceglédi Kossuth Lajos Gimnázium tanulója volt. 2016-2017 között a Kaposvári Egyetem színész szakán tanult, Cseke Péter osztályában. 2017-2020 között a Moszkvai Művész Színház Akadémiájának (MHAT/ Школа-студия МХАТ) első magyar hallgatója volt, Viktor Rizsakov osztályában. 2020-tól szabadúszóként dolgozik. A Cegléd TV műsorvezetőjeként is dolgozott.

## Színházi szerepei

### Bartók Kamaraszínház
- Csalódasok (Elek, 2025)
- Tündér Lala (Lala, 2024)
- Az álomlátó fiú (2024)
- A farkas (Zágon/Titkár Úr, 2024)
- Rumini tükörszigeten (Rumini, 2023)
- Pávatoll (2023)
- Pinokkió (Pinokkió; 2023)
- Egy csók és más semmi (Péter, Sáfrány fia; 2022)
- A tavasz ébredése (Menyus; 2022)
- Szerelem (2022)
- Csipike és Kukucsi (Csipike, 2021)
- Mario és a varázsló (Orvos, Fuggiero, Fiatalember; 2021)

### Budaörsi Latinovits Színház
- Az osztály vesztese (2022)
- Emil és a detektívek (Gusztáv/Medikus; 2021)

### Csokonai Színház
- Makbett (fegyverhordozó; 2022)

## Filmes és televíziós szerepei
- ...a szomszéd tehene (2024) ...Futár